# Leon Björker
Frans Leon Björker, född 1 maj 1900 i Stockholm, död 5 februari 1962 där, var en svensk operasångare (bas).

## Biografi
Efter sångstudier i Tyskland 1922 och i Sverige för bland annat Ivar F. Andrésen, blev Björker elev på Operaskolan i Stockholm 1927–1929. Han debuterade 1927 på Stockholmsoperan som Mats farfar i Ture Rangströms opera Kronbruden och var sedan engagerad där 1929–1953. Sitt konstnärliga genombrott fick han 1941 som Ivan Chovanskij i Musorgskijs Chovansjtjina. Att genombrottet dröjde så länge berodde på sångarens svårigheter att studera in nya partier och med att känna sig bekväm på scenen.
Han var en bärande kraft i basfacket, med bland annat rollerna Sarastro i Trollflöjten, Falstaff i Muntra fruarna i Windsor, och Wagnerrollerna kung Marke i Tristan och Isolde, Hunding i Valkyrian och Hagen i Ragnarök.
1955 tilldelades han Teaterförbundets guldmedalj för "utomordentlig konstnärlig gärning".
Under sina år vid Stockholmsoperan deltog Björker i inte mindre än elva uruppföranden. Han tog farväl från scenen 31 maj 1960 som Veit Pogner i Mästersångarna i Nürnberg. Han utsågs till hovsångare 1952.

## Diskografi (urval)
- Leon Björker, bass. Great Swedish Singers. Bluebell ABCD 102.
- Gounod: Romeo och Julia. Gesamtaufnahme. Live at the Royal Opera, Stockholm 1940. Bluebell.
- Set Svanholm live. Med Leon Björker. Preiser  90332. (2 LP). Svensk mediedatabas.
- Wagner, Tristan und Isolde. Avsnitt. Royal Opera, Stockholm, live 1941. Dir. H. Sandberg. Wagner i Stockholm. Bluebell ABCD091.
- Wagner, Lohengrin.Fragments. Royal Opera, Stockholm, live 1933/1934. Dir. H. Sandberg. Wagner in Stockholm. Bluebell ABCD091.
- Peterson-Berger, W., Arnljot. Royal Opera, Stockholm. Live recording, SR Records.

## Filmografi (urval)
- 1952 – Eldfågeln